# Ruprechtia tangarana
Ruprechtia tangarana är en slideväxtart som beskrevs av Paul Carpenter Standley. Ruprechtia tangarana ingår i släktet Ruprechtia och familjen slideväxter. Inga underarter finns listade i Catalogue of Life.